# Andres Vooremaa
Andres Vooremaa (ur. 19 lipca 1944 w gminie Rae, Estonia, zm. 12 grudnia 2022) – estoński szachista, który dwukrotnie wygrał Mistrzostwa Szachowe Estonii, a w 1969 zdobył tytuł radzieckiego mistrza szachowego.

## Życiorys
Vooremaa urodził się w parafii Rae. W 1968 ukończył Politechnikę w Tallinnie na wydziale elektroniki przemysłowej. Od 1971 do 1994 pracował jako inżynier. W 1961 wygrał Młodzieżowe Mistrzostwa Estonii w szachach. Zdobył mistrzostwo Tallinna w szachach w 1962, 1964 i 1970. W 1969 został mistrzem ZSRR. W 1970 Vooremaa wygrał Bałtyckie Mistrzostwa Szachowe w Pärnu. Dwukrotnie zdobył mistrzostwo Estonii w 1972 i 1973 roku, trzykrotnie zajął drugie miejsce (1971, 1974, 1985) i raz zajął trzecie miejsce w 1980 roku. Pięciokrotnie grał w reprezentacji Estonii w Drużynowych Mistrzostwach ZSRR w szachach (1963, 1972, 1975, 1979, 1981) i dwukrotnie grał w drużynie estońskiej „Kalev” w Drużynowym Pucharze ZSRR (1968, 1980). Wygrał również mistrzostwo Estonii w szachach korespondencyjnych w 1968 roku oraz mistrzostwo Estonii w szachach błyskawicznych w 1972 roku. W latach 1981–1988 był trenerem Tatiany Fominy.
Najwyższy ranking w dotychczasowej karierze osiągnął 1 kwietnia 2003, z wynikiem 2284 punktów.